# Rafflesia lobata
Rafflesia lobata är en tvåhjärtbladig växtart som beskrevs av R.Galang och Madulid. Rafflesia lobata ingår i släktet Rafflesia, och familjen Rafflesiaceae. Inga underarter finns listade i Catalogue of Life.